# Grotte de Jeita
Grotte de Jeita – najdłuższa jaskinia w Libanie, w górach Liban.
W jaskini znajduje się bogata szata naciekowa, jezioro oraz rzeka.